# Долгов, Борис Николаевич
Борис Николаевич Долгов (14 (27) августа 1894 — 6 декабря 1959) — советский учёный в области органической химии. В 1925 году окончил Ленинградский университет. В 1925—1928 годы работал в химическом институте, в 1928—1938 годы — в Государственном институте высоких давлений, с 1938 года — профессор Ленинградского университета и одновременно в 1953—1959 годы — в институте химии силикатов. Крупный специалист по гетерогенному катализу органических реакций и применению высоких давлений в органической химии.

## Основные направления исследований
Основные направления научных исследований — органический катализ и химия кремнийорганических соединений. Разработал методы синтеза метанола из окиси углерода и водорода жирных высших спиртов иуксусной кислоты (1935). Открыл (1935) реакцию безкислотной этерификации спиртов в сложные эфиры. Нашел (1940—1942) катализаторы и условия кетонизации первичных спиртов, дегидроциклизации алифатических кислородосодержащих соединений в фенолы. Установил (1946—1958) закономерности каталитических реакций гидрогенизации соединений полиарилметанового ряда и алкилирования ароматических соединений. Первым в СССР начал исследования кремнийорганических соединений. Подробно изучил реакции дегидроконденсации триалкилсиланов с различными амино-, окси-, и оксосоединениями. Создал и внедрил в производство термовлагоэлектроизоляционные и теплостойкие кремнийорганические материалы.

## Студенчество
В ту пору, когда Долгов был студентом Петроградского университета, на химическом отделении физико-математического факультета во главе кафедры неорганической химии стоял Л. С. Чугаев, органической химии — А. Е. Фаворский, физической химии — М. С. Вревский, курс радиохимии вёл В. Г. Хлопин.
В годы нашего учения (двадцатые годы) на химфаке Петроградского университета в лабораториях мы работали на примусах, было трудно с реактивами, не хватало посуды. Стипендий не было, и многим приходилось зарабатывать себе на жизнь. И вот в это время и организовался наш «Микро-химкружок». В лаборатории количественного анализа собрались 8 человек химиков-энтузиастов и решили собираться каждую субботу, ставить доклады, делиться новостями, своими планами. Кружок не распался и после нашего окончания университета. Можно отметить, что трое из его членов стали академиками АН СССР, один член.-корр. АН СССР, другие докторами хим. наук.
— Г. А. Разуваев. Письмо Б. П. Никольскому от 3 июня 1982 года 
В кружок, о котором вспоминает академик Г. А. Разуваев, помимо него и Б. П. Никольского, входили Б. Н. Долгов, П. В. Усачёв, П. Н. Палей, А. П. Матвеев, Б. В. Птицын, Н. А. Гельд, Н. А. Шалберин, А. П. Виноградов. Борис Николаевич Долгов в своём поэтическом пассаже воспроизводит обстановку единомыслия, продолжавшего традицию студенческих кружков — того же «Малого химического общества», существовавшего на факультете всего какими-то двумя десятилетиями раньше: «В четверги мы за чаем сбирались, — Плыл в дыму папиросном доклад — Про флотацию, связи, катализ, — Хромофоры и нефти распад».

## Ленинградский университет
После окончания Петроградского Университета в сентябре 1925 года Владимир Николаевич Ипатьев пригласил в Химической Лаборатории Академии Наук четырёх штатных сотрудников, молодых химиков только что окончивших университеты, а именно Н. А. Орлова, Б. Н. Долгова и А. Д. Петрова, и своего сына Владимира. Долгов занялся гидрогенизацией фенилзамещенных метанов и третичных ароматических алкоголей. К 1928 году в Лаборатории Высоких Давлений Академии Наук под руководством Ипатьева работали уже 12 человек: Н. Орлов, Г. Разуваев, Б. Долгов, А. Петров, И. Андреевский, В. В. Ипатьев (младший), Лихачев, М. Белопольский, Б. Муромцев, В. Николаев, О. Звягинцев и И. Богданов. Только за 1928 год удалось опубликовать более 20 научных экспериментальных работ.
В 1929 году Б. Н. Долгов совместно с М. Н. Карпинским разрабатывали синтез метанола из диоксида углерода и водорода. Работы охватили практически все аспекты процесса: термодинамику, кинетику, химизм и механизм, катализаторы (их состав, способ приготовления и восстановления), влияние реакционных условий, способы разделения, очистки и анализа сырого метанола, состав исходного газа и содержание примесей в нём, технологическое оформление и контроль процесса. В целях использования отходящих газов ацетоно-бутанольного брожения углеводов. В 1934 году на Сталиногорском химическом комбинате была запущена первая в СССР промышленная установка по синтезу метанола, на которой использовался катализатор, разработанный Б. Н. Долговым и А.3. Карповым.
В 1933 году Долгов опубликовал первую в мире монографию, посвященную химии кремнийорганических соединений.
После смерти Константина Александровича Тайпале в 1938 году кафедрой органической химии Ленинградского университета стал заведовать Борис Николаевич Долгов — ученик академика В. Н. Ипатьева, «отца американской нефтехимии». По его инициативе в 40-х годах на кафедре была создана лаборатория катализа, а позже — лаборатория высоких давлений. Долгов первым в России начал исследования по химии кремнийорганических соединений и создал ценные материалы на их основе.

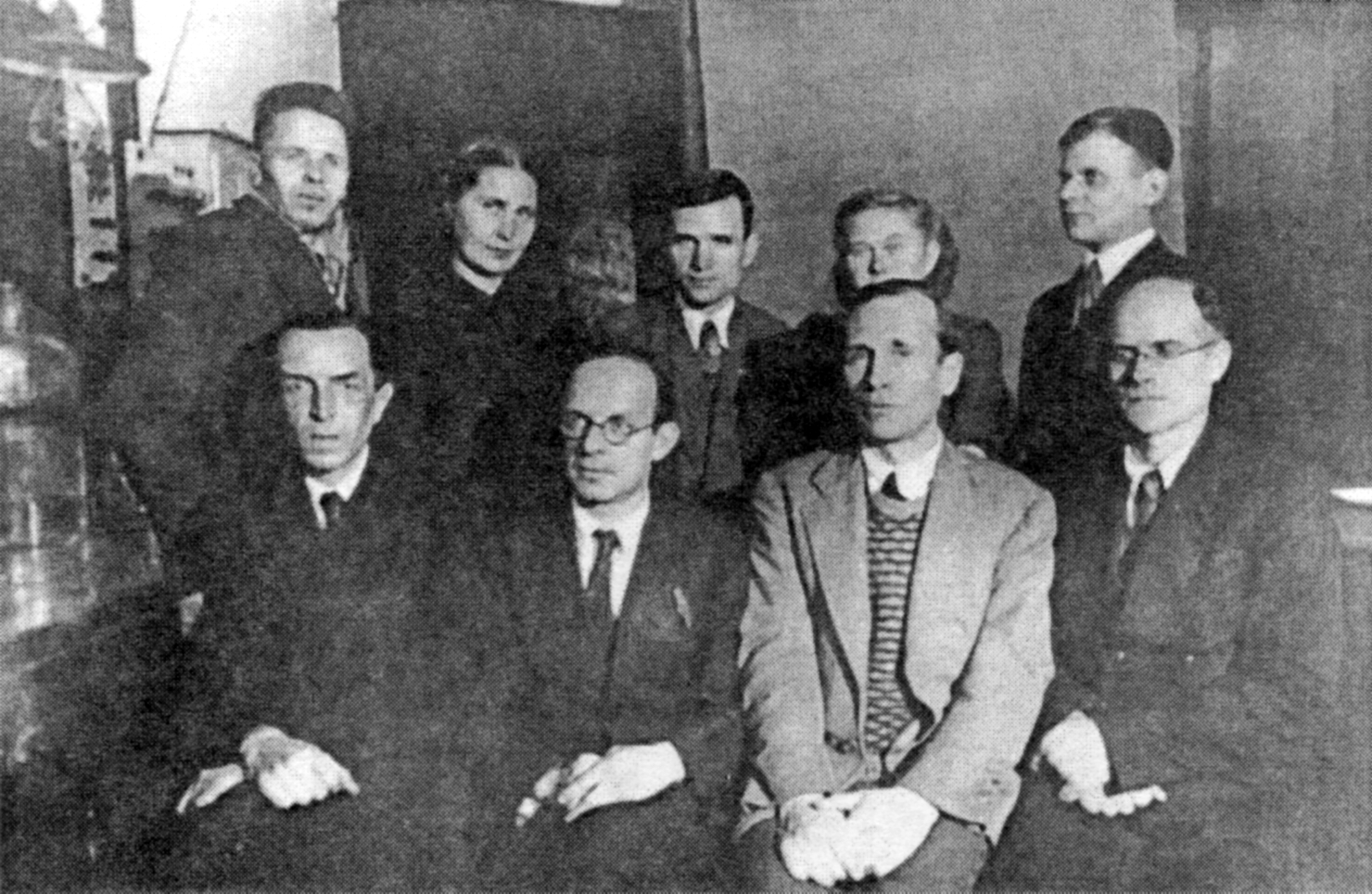
Химики филиала ЛГУ. Стоят: Н. А. Домнин, Т. В. Ковалёва, В. М. Вдовенко, В. А. Борисова, И. И. Дьяконов; сидят: Я. В. Дурдин, Б. Н. Долгов, С. А. Щукарев, Б. П. Никольский. Елабуга. 1942

С началом Великой Отечественной войны в Казани был сформирован филиал химфака ЛГУ. Однако территориальная стеснённость, отсутствие площадей явились препятствием для создания там должной научной организации — многие академические институты к тому времени уже были эвакуированы в Казань. Временным местом расположения учреждения становится Елабуга, где перемещённый филиал расположился в стенах Педагогического института. 17 марта 1942 года приказом народного комиссара просвещения была объявлена благодарность за решение научных проблем оборонного значения сотрудникам филиала ЛГУ в Елабуге: В. М. Вдовенко, Б. Н. Долгову, Я. В. Дурдину, Б. П. Никольскому.
В 1942 году из блокадного Ленинграда университет эвакуирован в Саратов. Ректор ЛГУ А.А. Вознесенский становится ректором Саратовского университета. Вслед за этими переменами последовали новые перемещения: в Саратов из Елабуги вызываются профессора и сотрудники химического факультета — C.А. Щукарев, Б.П. Никольский, Б.Н. Долгов и другие. В числе немногих студентов, находившихся в Саратове, был известный в дальнейшем специалист в области хроматографии и физикохимических биотехнологий Георгий Васильевич Самсонов, аспирантка Е.А Матерова, в 1943 году защитившая диссертацию.
16 ноября 1949 года Профессор Б. Н. Долгов был удостоен Университетской премии в области химии.
С 1953 года Долгов одновременно работал в Институте химии силикатов АН СССР, заведовал лабораторией кремнийорганических соединений. Благодаря целеустремленности и настойчивости профессора Б. Н. Долгова и его ученика — доктора технических наук, Заслуженного деятеля науки и техники РСФСР, Лауреата Государственной премии СССР — Николая Павловича Харитонова (1918—1985) в Институте химии силикатов РАН были разработаны научные основы материаловедения ОСК, а на заводе им. Н. А. Морозова (Ленинградская обл.) было организовано промышленное производство органосиликатных материалов.

## Завод им. Морозова
В 1959 году Борис Николаевич Долгов совместно с заводом им. Морозова приступил к отработке производства кремнийорганических составов, затем было принято решение развернуть промышленное производство органосиликатных материалов (ОСМ). За создание серийного производства этих материалов, Долгов и его ученик Н. П. Харитонов, стали лауреатами Государственной премии.

## Награды
- орден «Знак Почёта» (21.02.1944)

## Книги
- Б. Н. Долгов. Катализ в промышленности. — Государственное научно-техническое издательство химической литературы, 1933. — С. 120. — 4000 экз.
- Б. Н. Долгов. Химия кремнийорганических соединений. — Государственное научно-техническое издательство химической литературы, 1933. — С. 120. — 4000 экз.
- Б. Н. Долгов. Методы химического использования окислов углерода. — ОНТИ  Химтеорет, 1936. — С. 428.
- Б. Н. Долгов. Катализ в органической химии. — Государственное научно-техническое издательство химической литературы, 1959. — С. 808. — 8000 экз.